# N'Guessankro (Vallée du Bandama)
 N'Guessankro  è una città e sottoprefettura della Costa d'Avorio. Conta una popolazione di  13.968 abitanti (censimento 2014).